# Даскалова къща (Трявна)
Вижте пояснителната страница за други значения на Даскалова къща.
Даскаловата къща в Трявна е възрожденска къща, построена през 1808 г. Обявена е за паметник на културата.
Къщата е построена от майстор Димитър Ошанеца и неговият калфа Иван Бучуковеца за търговеца на розово масло и коприна хаджи Христо Даскалов. Сградата има симетрична планова композиция. Използвани са камък, дърво и мазилка. На приземния етаж се намират стопанските помещения, а на горния етаж – шест жилищни помещения и чардак пред тях. Едно от жилищните помещения – къщи, е с характерното за тревненската старопланинска къща ъглово огнище.
Даскаловата къща остава известна със съревнованието между Димитър Ошанеца и Иван Бучуковеца, които изработват двата художествени резбовани тавана – Майското слънце на Ошанеца и Юлското слънце на Бучуковеца.
В Даскаловата къща се помещава Специализираният музей за резбарско и зографско изкуство.

## Галерия
- Стаята с резбования таван „Майско слънце“ от Димитър Ошанеца
- Стаята с резбования таван „Юлско слънце“ от Иван Бучуковеца